# 耳螨属
耳螨属（学名：Otodectes）也称耳痒螨属，为痒螨科的一个属。耳螨又名耳疥虫，是一种永久性寄生螨类。耳螨是动物常见的耳道寄生虫，多数情况下寄生在耳道，也有少数出现在头、颈、尾部。耳螨寄生于动物外耳道内，刺破宠物的表皮后吸吮淋巴液，对局部造成刺激，使局部皮肤增厚而产生红褐色的痂皮，或发生耳炎。

## 下级分类
本属包括以下物种：
- 耳螨 Otodectes cynotis Hering, 1838 [2]
  - 猫耳痒螨 Otodectes cynotis var. cati
  - 犬耳痒螨 Otodectes cynotis var. canis Hering, 1838